# Непомук
Непомук (чеськ. Nepomuk [ˈnɛpomuk]) — місто й муніципалітет з розширеними повноваженнями, розташований на заході Чехії, в 35 км на південний схід від міста Пльзень. Відомий тим, що є батьківщиною святого Яна Непомуцького, який вважається заступником Чехії.

## Історія
Непомук виник у результаті об'єднання спочатку самостійних поселень — Помука (чеськ. Pomuk) та Пршесаницць (чеськ. Přesanice), розташованих на важливому торговому шляху.
Подальший його розквіт пов'язаний із закладенням цистерціанського монастиря в 1144 році, а також з розвитком ремесел і торгівлі. У XIII столітті Непомук отримав кримінальне право (чеськ. hrdelní právo), тобто право проводити смертну кару. Багатство поселення підкріплювалося золотом і сріблом.
Спочатку торгове поселення перетворилося в 1413 році на невелике містечко, що стало економічним та адміністративним центром чернечого маєтку. Однак, у 1420 році монастир був спалений, а його господарство перейшло до рук Швамберків, тодішніх власників зеленогірського маєтку. Завдяки мудрому управлінню Непомук отримав широкі права варити пиво та проводити щорічний ярмарок. У 1730 році імператор Карл VI підвищив статус Непомука до міста. З середини ХІХ століття протягом ста років Непомук був районним судовим центром.
У наші дні Непомук є громадою з розширеними повноваженнями. У ньому є муніципалітет, бюро праці, землі та фінансів, також є бібліотека з можливістю виходу до Інтернету.

## Транспорт

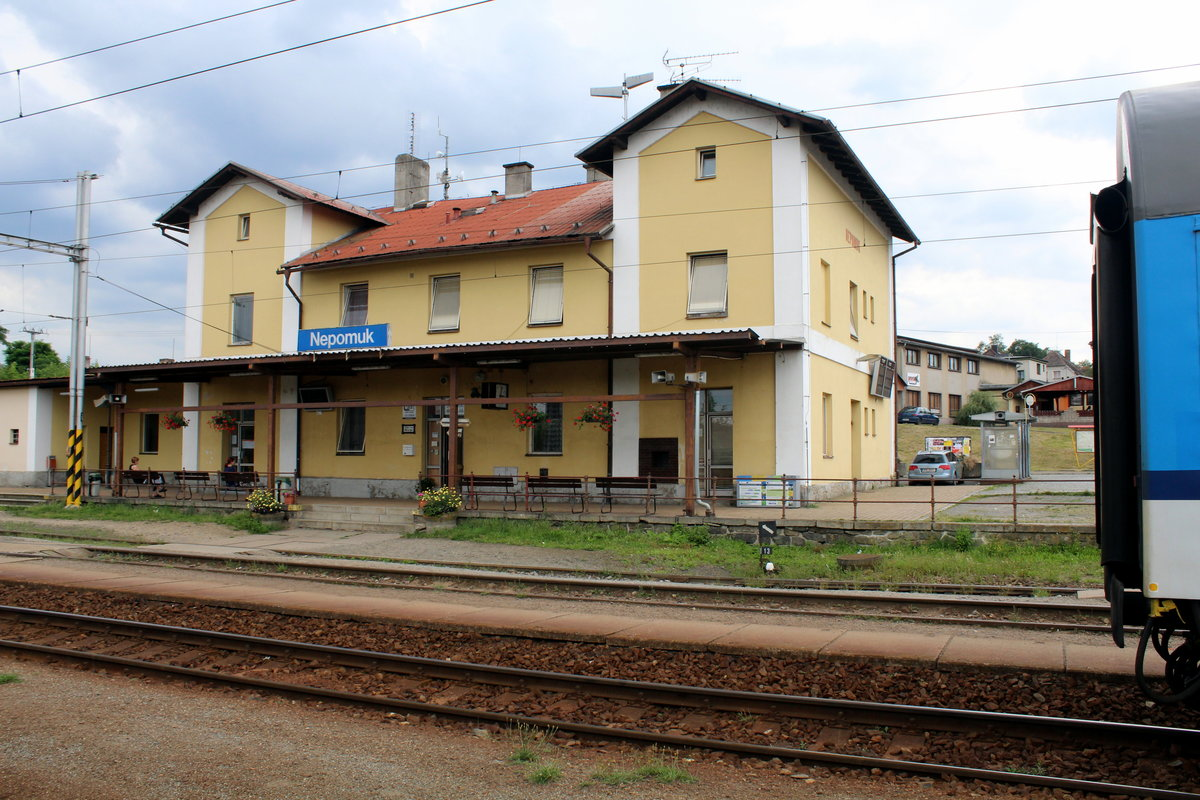
Залізничний вокзал